# Municipio de Perche
El municipio de Perche (en inglés: Perche Township) es un municipio ubicado en el condado de Boone en el estado estadounidense de Misuri. En el año 2010 tenía una población de 4079 habitantes y una densidad poblacional de 18,93 personas por km².

## Geografía
El municipio de Perche se encuentra ubicado en las coordenadas 39°5′17″N 92°25′16″O / 39.08806, -92.42111. Según la Oficina del Censo de los Estados Unidos, el municipio tiene una superficie total de 215.53 km², de la cual 215.04 km² corresponden a tierra firme y (0.22%) 0.48 km² es agua.

## Demografía
Según el censo de 2010, había 4079 personas residiendo en el municipio de Perche. La densidad de población era de 18,93 hab./km². De los 4079 habitantes, el municipio de Perche estaba compuesto por el 94.43% blancos, el 2.03% eran afroamericanos, el 0.69% eran amerindios, el 0.37% eran asiáticos, el 0.07% eran isleños del Pacífico, el 0.2% eran de otras razas y el 2.21% pertenecían a dos o más razas. Del total de la población el 1.84% eran hispanos o latinos de cualquier raza.